# Chico (California)
Chico es una ciudad del condado de Butte, en el estado de California (Estados Unidos). Según el censo de 2010, en ese momento tenía una población de 86,187 habitantes. Su población estimada, a mediados de 2019, es de 103,301 habitantes.
Se encuentra a poca distancia al este del río Sacramento, el principal río del norte del estado.
Otras ciudades en las proximidades de la Zona Metropolitana de Chico (población 212 000) incluyen Paradise y Oroville. El Área Metropolitana de Chico es la 14.ª mayor área metropolitana de California.
En Chico se encuentra situada la Universidad Estatal de California de Chico.
Fue fundada en 1860 por John Bidwell.

## Geografía

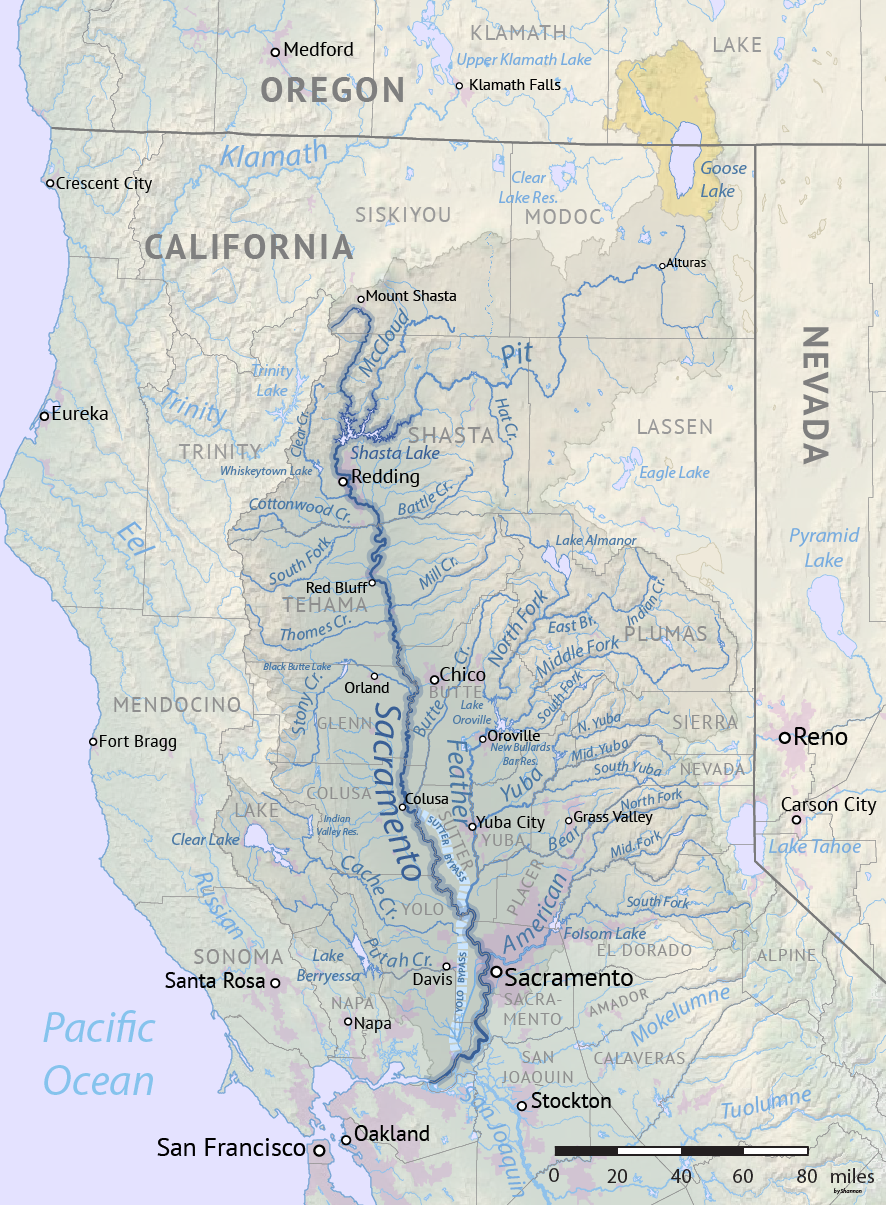
Mapa de la cuenca del río Sacramento donde aparece la ciudad de Chico en el curso medio del río

Según la Oficina del Censo, la ciudad tiene un área total de 88.87 km², de la cual 88.42 km² es tierra y 0.45 km² es agua.

## Comunidades incorporadas
Hay varias comunidades no incorporadas a lo largo de las afueras de la ciudad de Chico o en las partes rurales del condado.
- Durham
- Cohasset
- Dayton
- Hamilton City
- Nord
- Forest Ranch

## Demografía
Los ingresos medios por hogar en la localidad eran de $29.359, y los ingresos medios por familia eran $43.077. Los hombres tenían unos ingresos medios de $35.548 frente a los $26.173 para las mujeres. La renta per cápita para la localidad era de $16.970. Alrededor del 12.7% de las familias y del 26.6% de la población estaban por debajo del umbral de pobreza.
| 65,586                     | 66,816 | 68,089 | 69,163 | 70,514 | 71,427 | 86,187 |
| (Fuente: [cita requerida]) |        |        |        |        |        |        |

## Sitios de interés
Chico cuenta con un gran parque, Bidwell Park, que es uno de los grandes parques de los Estados Unidos. Es un parque muy apropiado para correr, nadar y disfrutar del tiempo en familia.

## Personalidades destacadas
- Emily Azevedo, deportista olímpica, campeona mundial de bobsled
- John Bidwell, pionero y fundador de Chico
- Annie Bidwell, líder de movimientos de defensa de derechos civiles
- Joseph Bottom, medallista olímpico de natación
- Bill Carter, cineasta de documentales y autor
- Raymond Carver, escritor[3]
- Eugene A. Chappie, político
- Pat Clements, lanzador de béisbol profesional
- Clay Dalrymple, jugador de béisbol profesional de la MLB.
- Leslie Deniz, atleta olímpica
- Amanda Detmer, actriz
- Laini Taylor, escritora
- Big Poppa E, poeta de "slam"
- Pat Gillick, ejecutivo del Salón de la Fama del Béisbol
- Jerry Harris, escultor
- Russell Hayden, actor
- Joseph Hilbe, profesor y estadístico
- Mat Kearney, músico
- Adnan Khashoggi, multimillonario y hombre de negocios.[4]
- Janja Lalich, autor, profesor y sociólogo
- Harold Lang, bailarín y actor
- Ted W. Lawson, piloto de la Fuerza Aérea de los Estados Unidos
- Kyle Lohse, jugador de béisbol profesional de la MLB
- Pat Mastelotto, músico
- Michael Messner, sociólogo
- Joe Nelson, jugador de béisbol profesional en la MLB.
- William Morris, artista del vidrio
- Matt Olmstead, escritor y productor
- The Mother Hips, artistas musicales
- Kathleen Patterson, político
- Jackson Pollock, pintor del expresionismo abstracto[3]
- Aaron Rodgers, quarterback titular de los New York Jets de la NFL
- Ed Rollins, consultor político
- Jason Ross, guionista de televisión
- Carolyn S. Shoemaker, astrónoma[5]
- Mike Sherrard, jugador de la NFL
- Jeff Stover, jugador profesional de fútbol americano
- Mike Thompson, político
- Douglas Tilden, escultor
- Niki Tsongas, política, viuda de Paul Tsongas
- Muddy Waters, entrenador de fútbol americano
- Bill Wattenburg, científico y locutor de radio
- Don Young, político

## Ciudades hermanadas
- Tamsui, Taiwán
- Pascagoula, Estados Unidos